# Hôtel François
L'hôtel François, ou Godbert-Deverly est un hôtel particulier de style néo-Renaissance et néo-Louis-XVI et néo-Louis-XV situé au no 68 du boulevard Lundy, à Reims. 
Il a été construit entre 1908 et 1914 par l'architecte Émile Dufay-Lamy pour Albert François, administrateur des Docks Rémois (magasins à succursales multiples). Il a été acheté par la Chambre de métiers et de l'artisanat en 1968 qui l'occupe depuis cette date.
L'hôtel est constitué d'un corps de bâtiment pour le personnel de maison et d'un pour la famille François. Le jardin est l'oeuvre de Édouard Redont et les vitraux des sœurs Troyer.

## Galerie

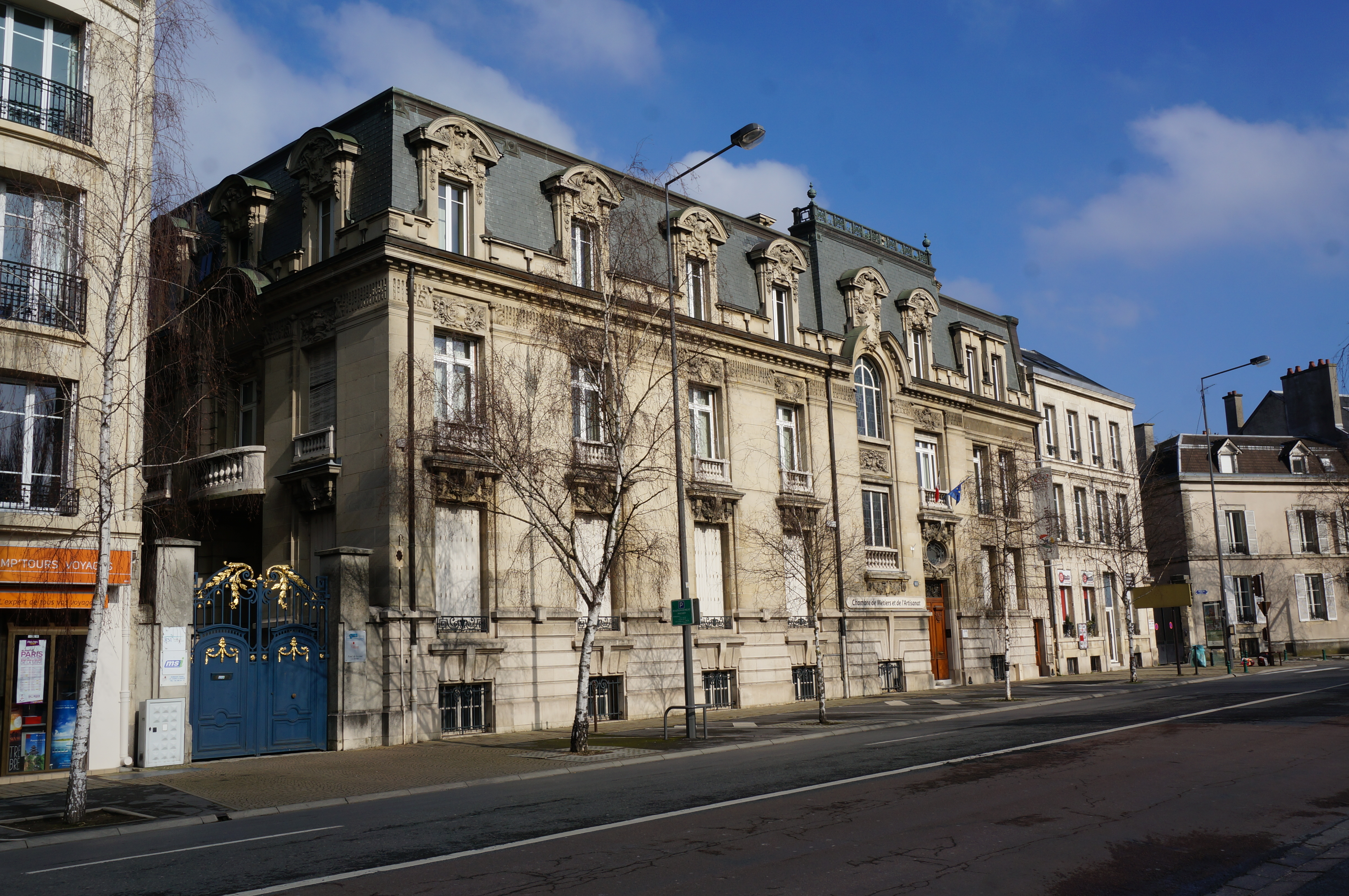
Vue depuis la rue
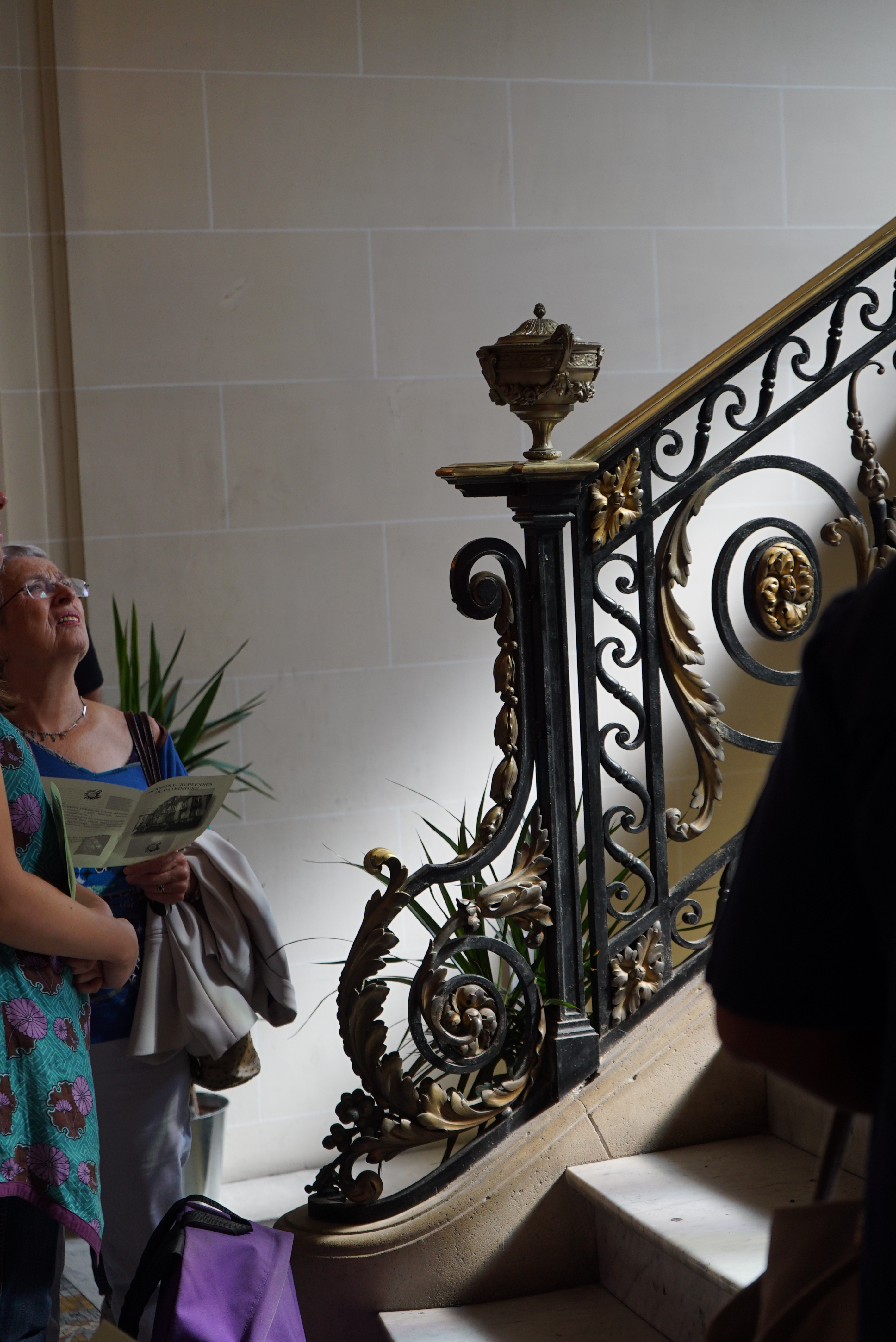
fer forgé et
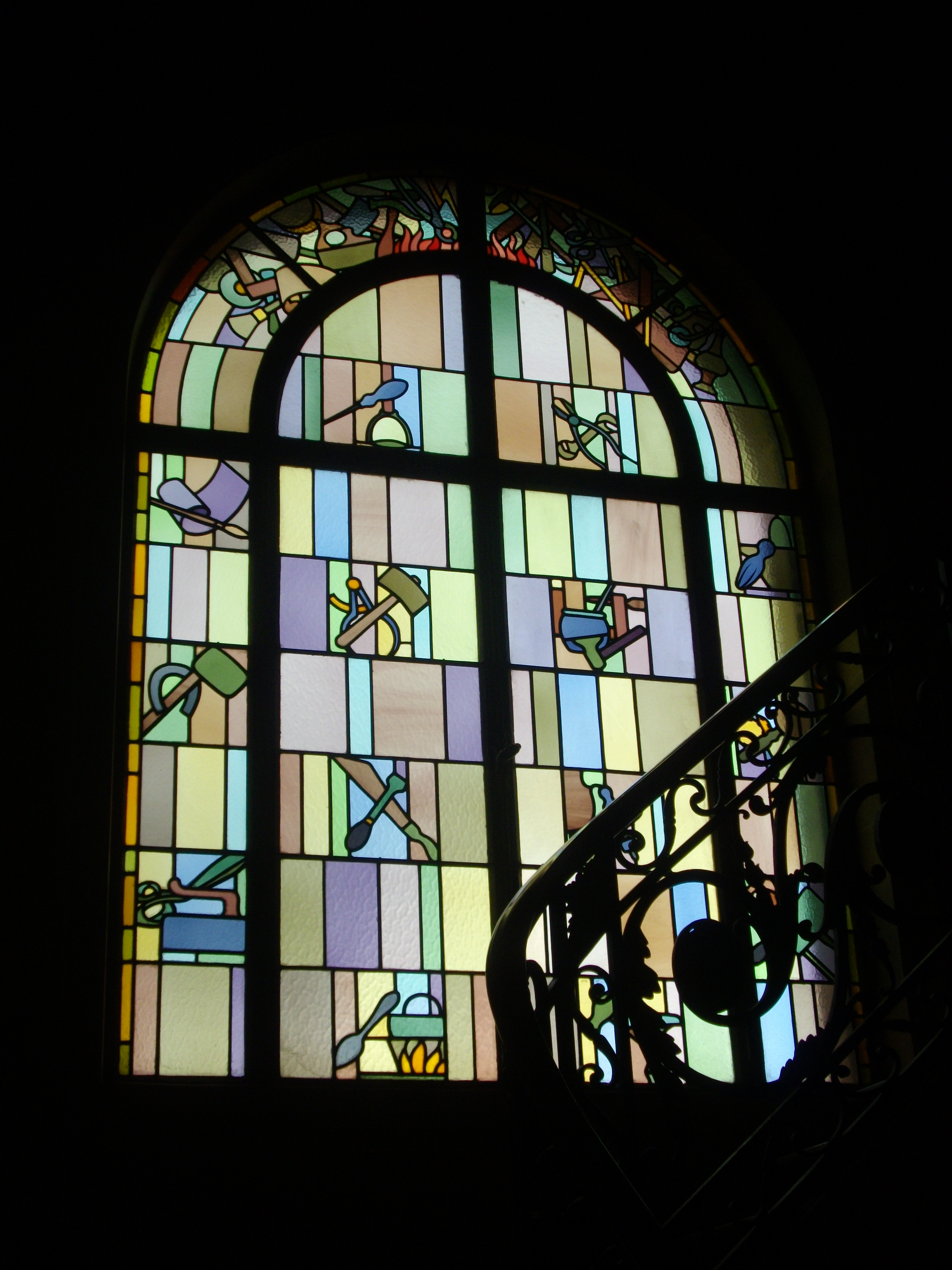
vitrail l'escalier.
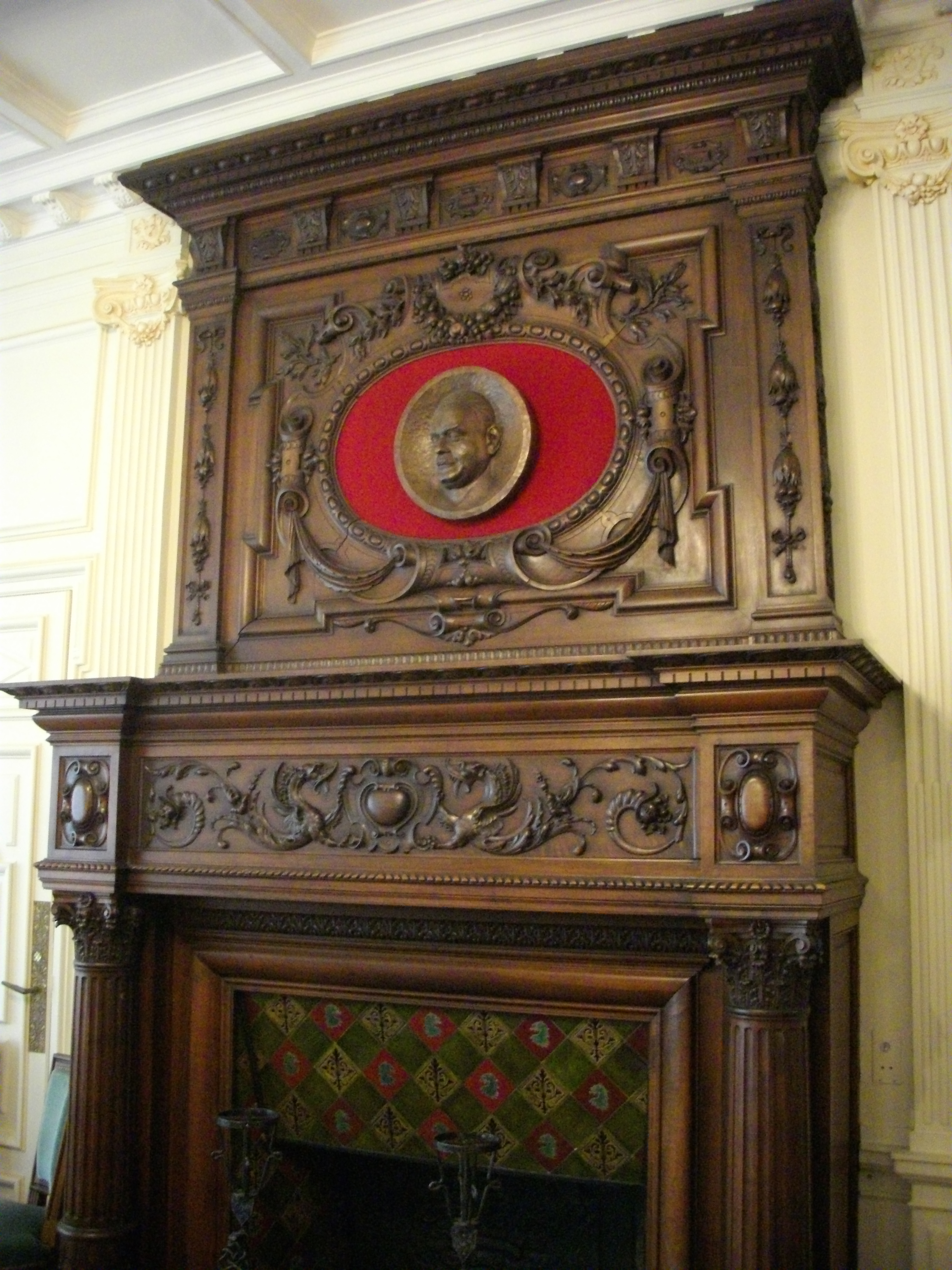
Premier salon sur cour,
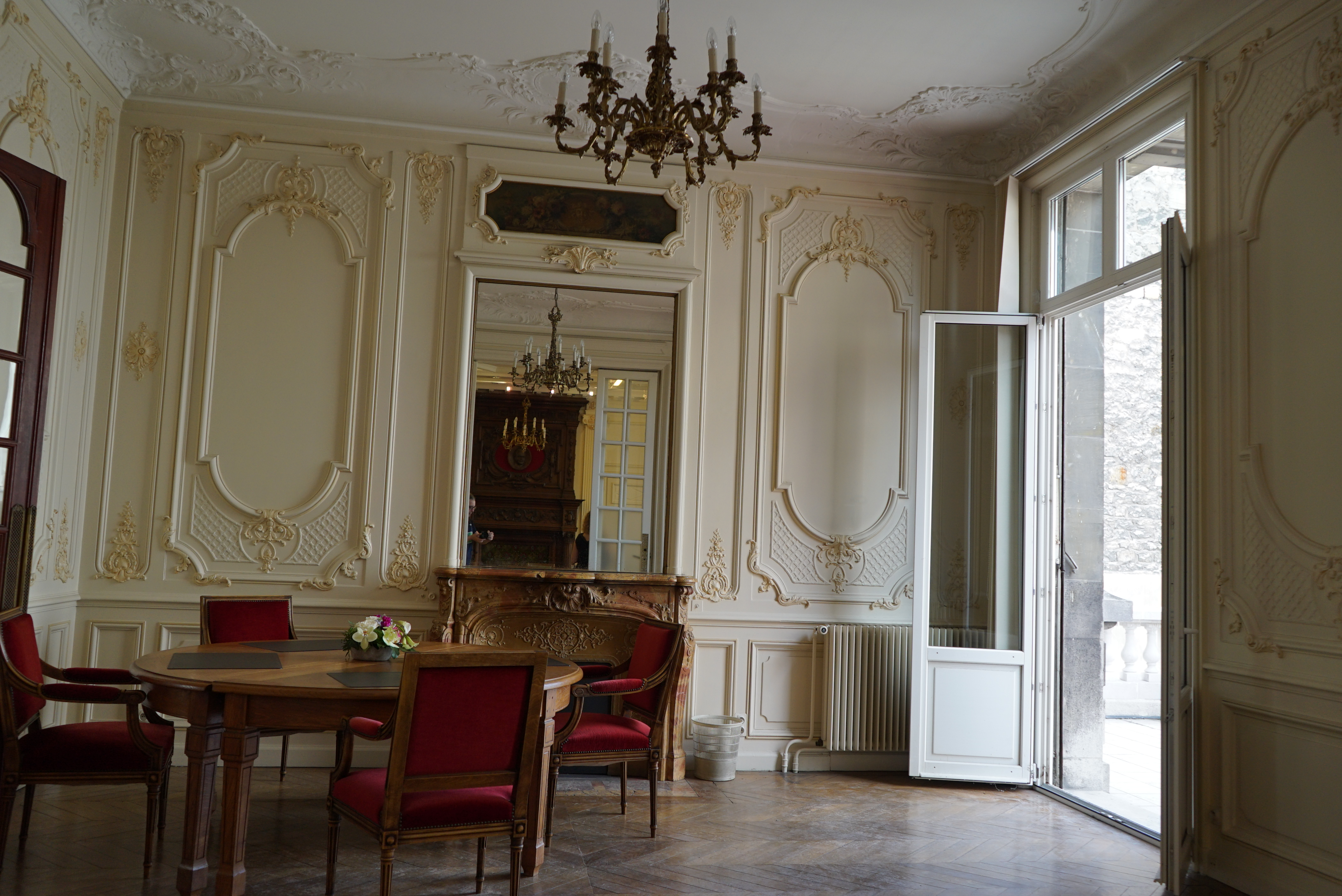
le second.
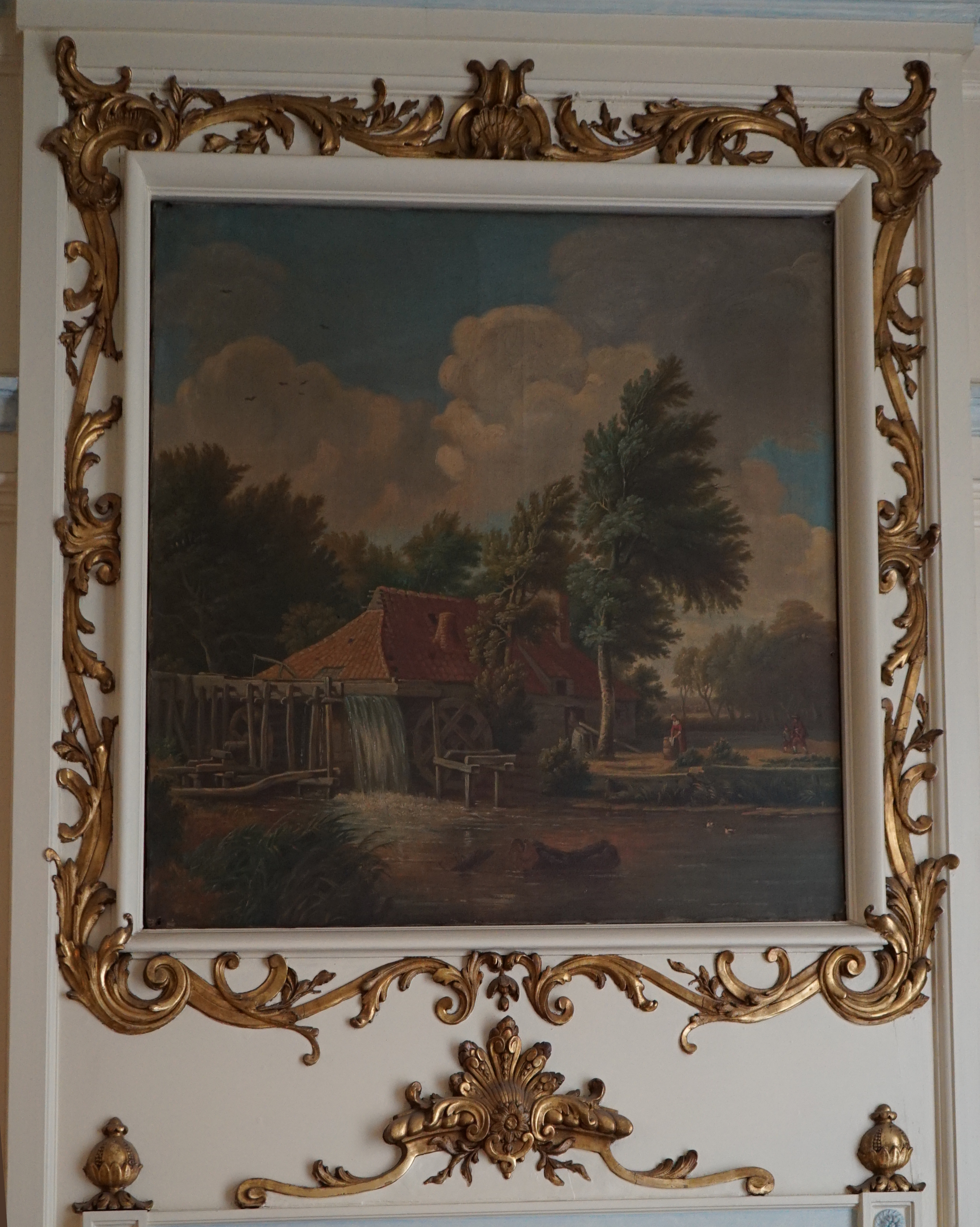
décoration.
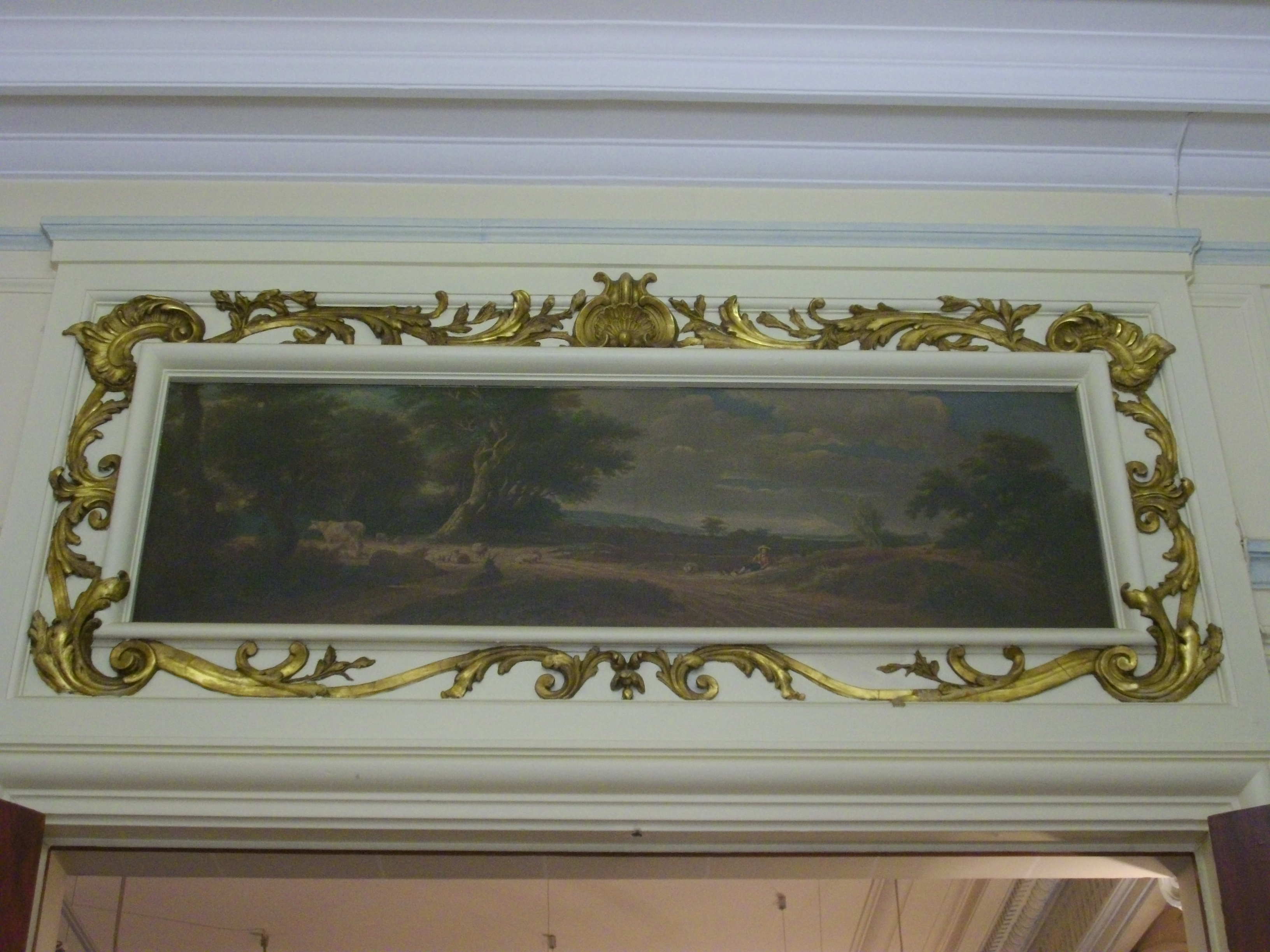